# 帰郷 (2004年の映画)
『帰郷』（ききょう）は、萩生田宏治監督の日本映画。2004年公開。
千葉県の旧安房郡富浦町・旧安房郡白浜町、館山市で撮影された。

## あらすじ
再婚する母親（吉行和子）の結婚式に出席するために帰省した主人公の晴男（西島秀俊）は、昔の恋人深雪（片岡礼子）と再会する。
彼女には小学生になる娘チハル（守山玲愛）がいた。晴男はチハルと小さな旅に出る。

## キャスト
- 晴男：西島秀俊
- 小山深雪：片岡礼子
- 小山チハル：守山玲愛
- 政義：高橋長英
- ナオミ：相築あきこ
- 山岡：光石研
- 晴男の母：吉行和子
- 中年男：ガダルカナル・タカ
- カップルの男：伊藤淳史
- 医者：諏訪敦彦
- ナオミの長女：南川ある
- ナオミの次女：本池友香
- ナオミの三女：菊池史華
- ナオミの夫：大崎章

## 受賞・ノミネート
- 第20回高崎映画祭 若手監督グランプリ
- 第15回日本映画プロフェッショナル大賞 主演男優賞（西島秀俊）[1]